# 치트글로게

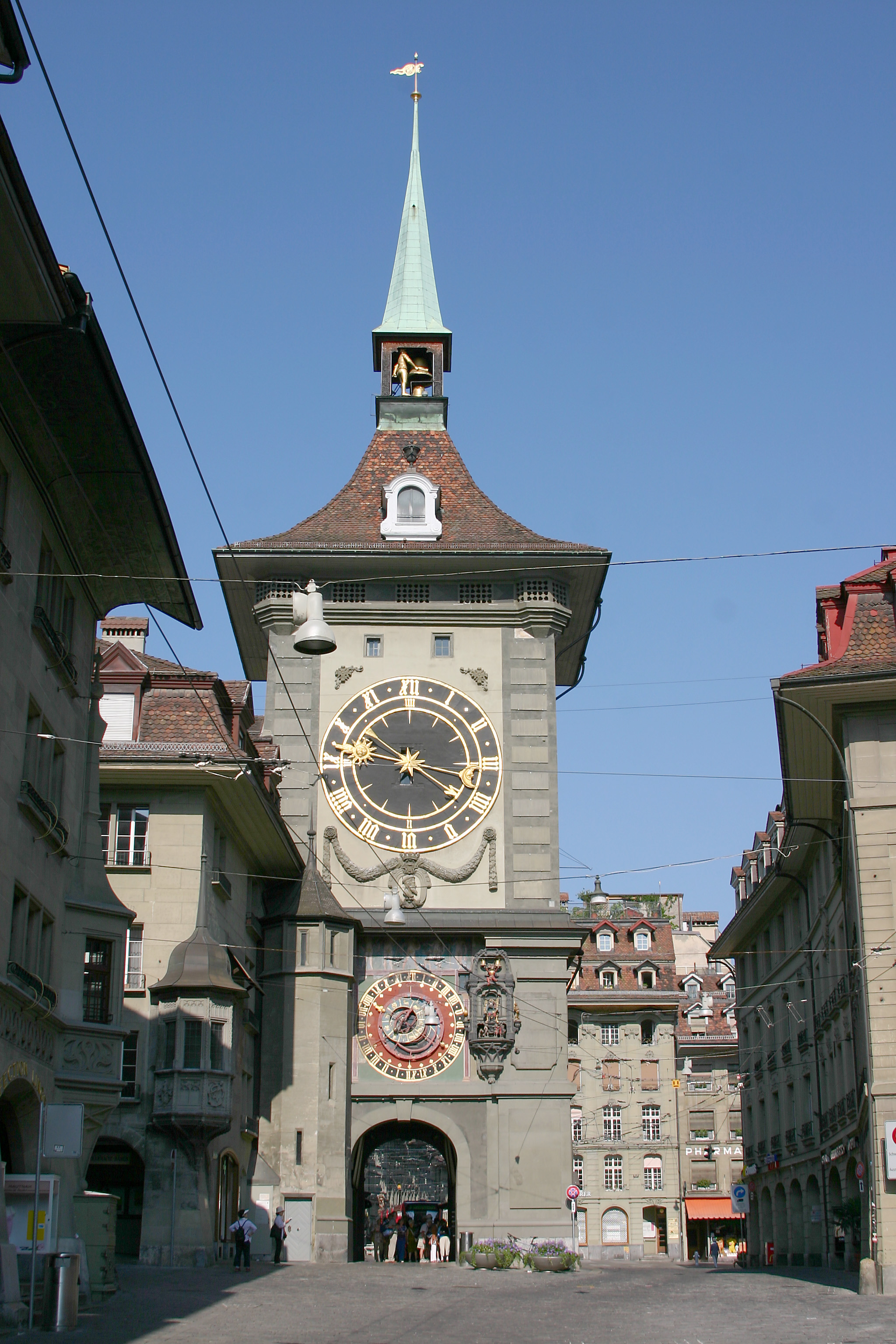
치트글로게 시계탑

치트글로게 또는 치트글로게 시계탑(Zytglogge, 베른 독일어:/ˈt͡sitˌklɔkːə/ )은 스위스 베른에 있는 중세시대 대표 탑이다. 13세기 초반에 건설되었고, 경계, 감옥, 시계 등 다양한 역할을 하였다. 800여년 동안 재치장과 재건설을 겪었지만 베른의 가장 유명한 상징 중 하나이고, 15세기 천문 시계가 있어서 유명한 관광지이기도 하다. 스위스 국가 유산이기도 하며, 베른의 한 부분이어서 유네스코 세계유산이기도 하다.

## 역사

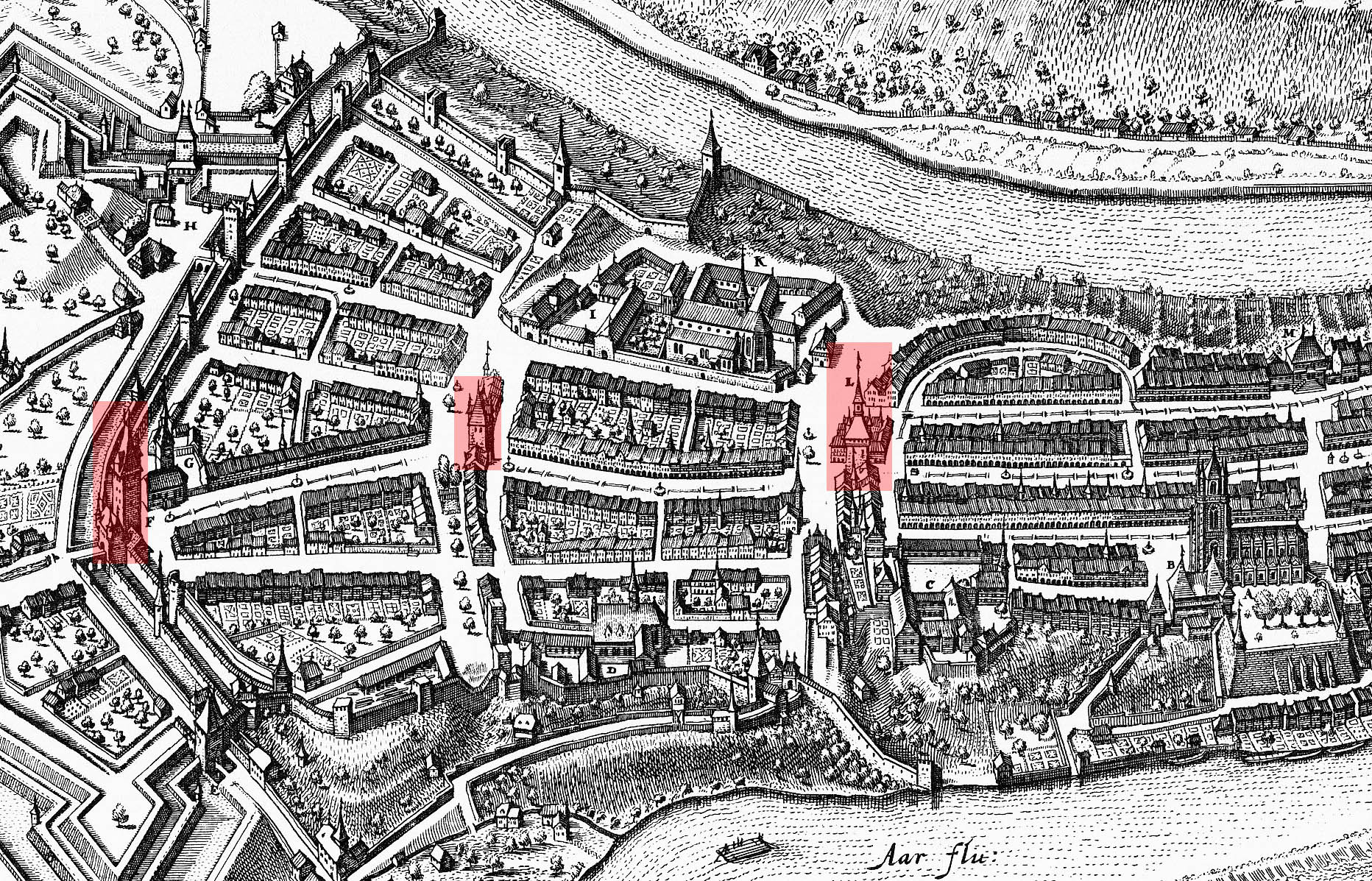
1638년 베른의 3개의 탑: 크리스토플 탑, 베른 감옥탑, 치트글로게. (See full map)

1218년에서 1220년 사이에 지어졌을 때, 치트글로게는 베른의 서쪽 요새의 역할을 했었다. 신성 로마 제국이 프리드리히 2세로부터 독립을 인정받은 뒤 서쪽으로 영토를 확장한 이후이다. 그 당시, 치트글로게는 16미터 정도 밖에 하지 않았다. 1270년에서 1275년 경, 베른의 급격한 성장과 요새의 추가 확장이 치트글로게를 다른 탑의 지원용 역할을 하게 만들었을때, 주변 건물을 보기위하여 크기가 7미터로 줄어들었다.
1344년에서 1346년에 다시 도시가 크리스토플 탑을 세움으로써 서쪽으로 확장하고 나서, 치트글로게는 여성들 감옥으로 사용되었다. 주로 성직자와 성 관계를 맺은 여자들을 가두었다. 이 때, 치트글로게는 기울어진 지붕을 갖게 되었다.

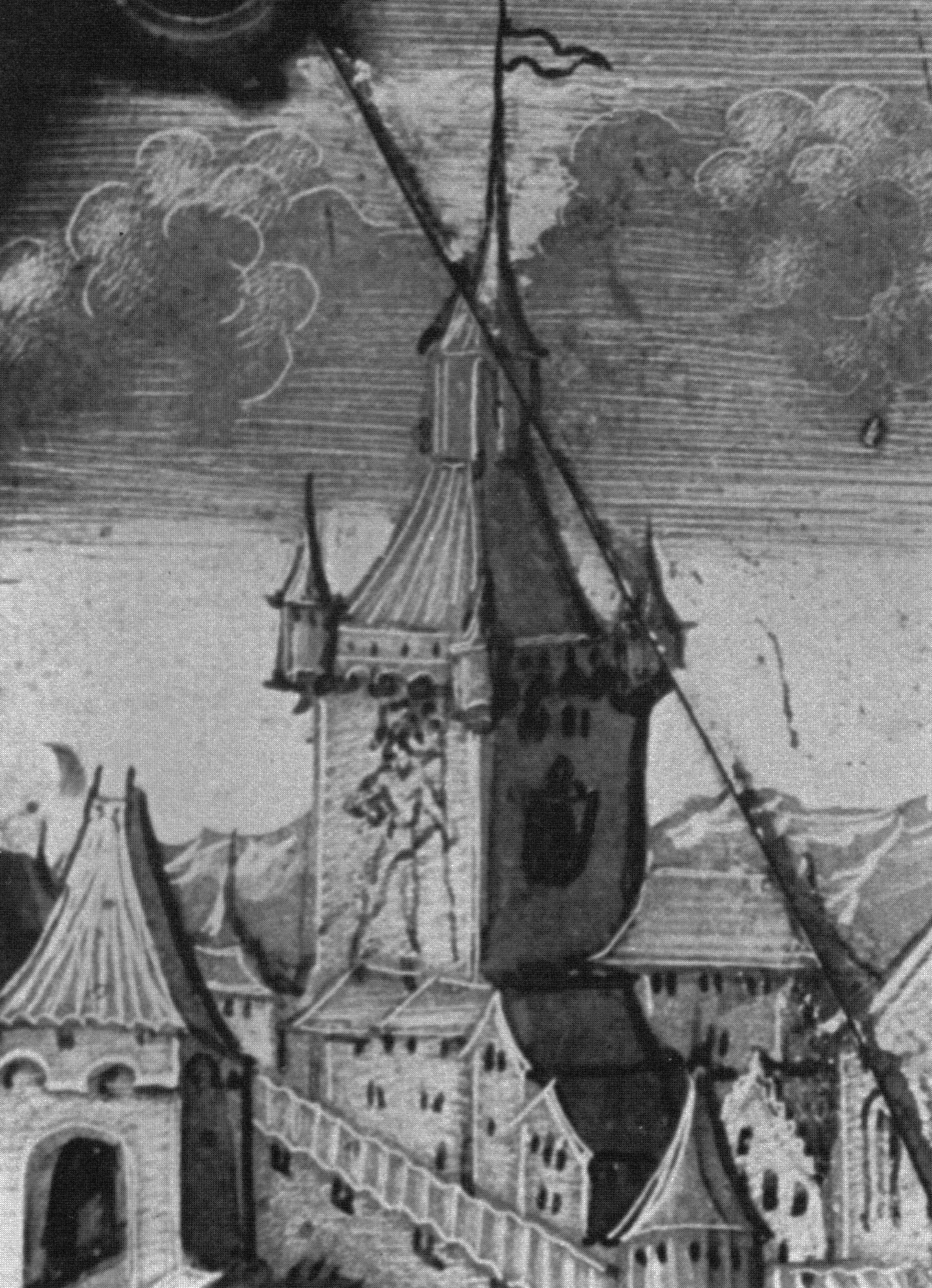
1542년 유리에 그려진 치트글로게.

1405년 큰 화재로 인하여 탑이 전부 타버렸다. 1983년도 까지, 복구가 진행될 정도로 엄청나게 큰 구조적 손상을 입었다. 감옥은 폐지되었고, 천문학과 음악적 역할을 한 시계는 15세기 초반에 처음으로 걸렸다.독일어로 "시계 탑"을 의미하는 "치트글로게"는 이 시계와 1405년 만들어진 종으로부터 유래된 이름이다.
15세기 후반에, 치트글로게를 포함한 다른 베른의 성탑들은 부르고뉴 양식의 도입으로 인하여, 크기가 확장되고 장식이 바뀌었다. 치트글로게는 새로운 전등, 문장학 장식과 계단 탑을 얻었다. 또, 모퉁이마다 있는 4개의 작은 탑도 그 당시 얻었다. 천문학적인 시계도 그 당시 형태에 맞게 크기를 늘렸다. 1527년에서 1530년 사이 시계탑은 카스파르 브루너에 의해 다시 재건축되었고, 입구는 무거운 기계 때문에 아치형으로 제작되었다.

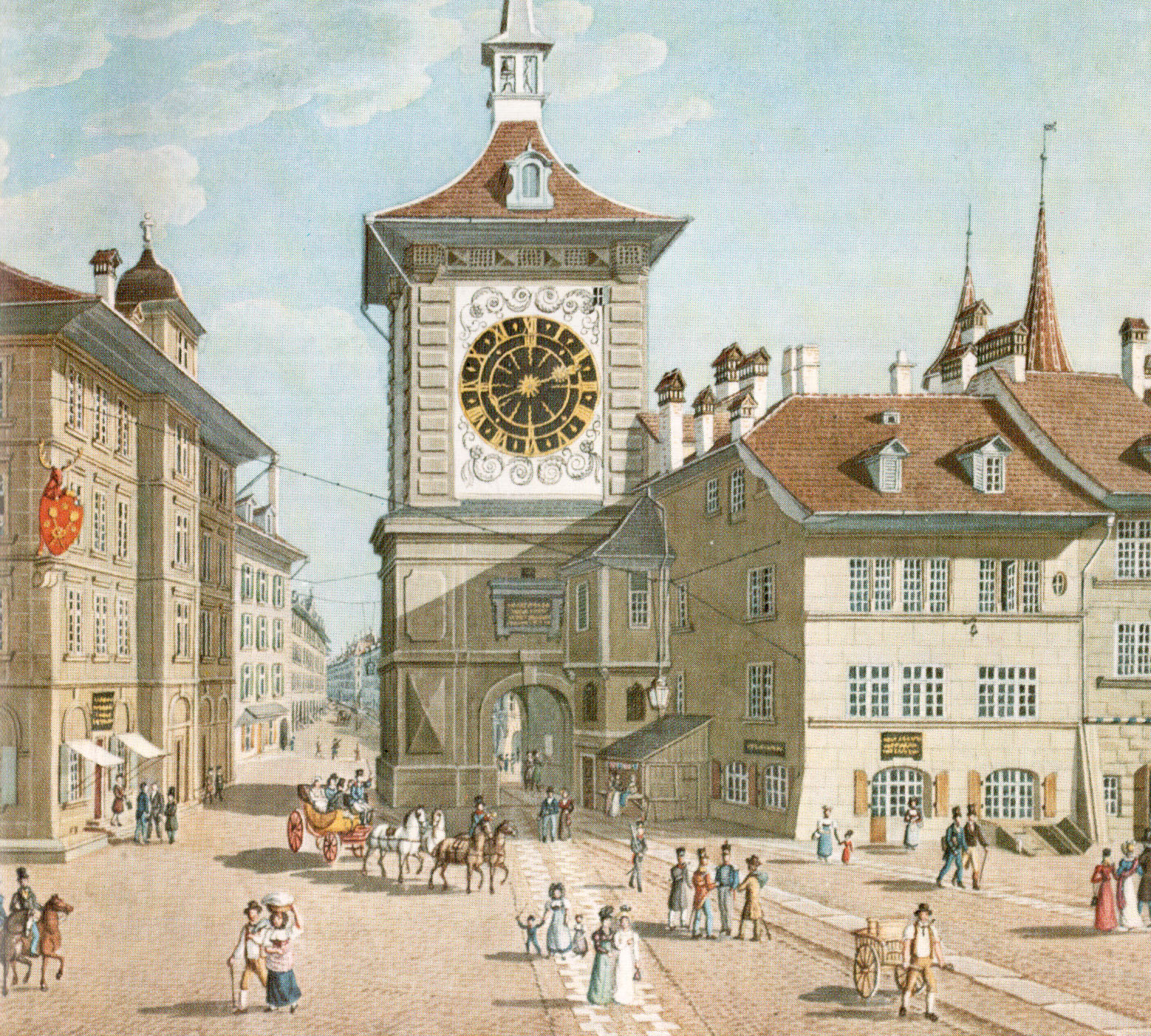
1770년 재건축 이후 1830년의 치트글로게의 서쪽 면.

모퉁이마다 있던 4개의 작은 탑은 1603년 이전에 사라졌다. 치트글로게의 외부는 1607년에서 1610년 사이 가타드 링글리와 카스파르 할덴슈타인이 다시 칠해졌다. 1770년에서 1771년, 치트글로게는 니콜라우스 헤블러와 루트비히 엠마누엘 젠다에 의해 후기 바로크양식으로 새로 단장되었다.
1890년, 건물의 외관은 루돌프 본 스타이거에 의해 로코코 양식으로 다시 칠해졌다. 20세기에 과거의 예술을 되살리자는 운동으로 인하여, 1929년에 지금의 외관이 완성되었다. 서쪽 면은, 빅토르 설베크의 프레스코인 "시간의 시작"이 그려져 있고, 동쪽은 1770년 컬트 인터뮐레에 의해 만들어진 양식으로 다시 건축했다. 1981년에서 1983년 사이, 치트글로게는 1770년의 외관과 매우 유사한 상태로 되었다. 대림절과 부활절에는 박모후에 불이 켜진다.

### 이름
베른 독일어로 "Zytglogge"는 표준 독일어로는 "Zeitglocke"를 뜻하고, 영어로 번역하면 '시계 탑'이라는 뜻이다. "Glocke"는 독일어로 글로켄슈필과 연관되어 '종'을 뜻한다. '시계 탑'은 정각에 작은 종을 치는 망치가 연결된 초기의 공공을 위한 시계장치였다. 이런 장치는 베른의 벤델스타인 지방에 1383년도까지 설치되었다. '치트글로게'라는 이름은 1413년에 첫 번째로 기록되었다. 이전에는 'kebie'(cage)라 불렸고, 1405년 재건축 이후에는 'nüwer turm'(newer tower)이라고 불렸다.

## 외부

### 외부 구조
치트글로게는 전체 길이 54.5미터이고, 지붕 높이만 24미터이다. 직사각형 모양의 10,75미터에서 11.2미터까지 정도 되는 바닥을 가지고 있다. 벽은 서쪽 부분은 260센티미터, 동쪽부분은 65센티미터로 되어있다. 외부 경관은 1770년에 만들어졌다. 지붕과 계단 아래에 있는 후기 고딕의 코니스는 유일하게 시계탑이 지어진 시기보다 일찍 만들어진 양식으로 된 건물 부분이다.
치트글로게의 주요부에는 석회석으로 된 2개의 플린스와 사암으로 된 3개의 통로가 있다. 통로의 모퉁이는 철로 된 갈고리로 고정되어있다. 지붕 아래, 코니스는 모퉁이마다 있었던 4개의 탑의 터에 걸쳐 있다. 2개의 다락은 서쪽과 동쪽에 통풍구가 하나씩 있고, 후기 고딕 양식의 빨간색 타일로 전체가 덮여있다. 그곳에는 18세기 도면으로부터 1938년 재건축된 솔방울 모양의 부조 조각과 관상용 항아리가 보관되어 있다.
탑의 꼭대기에 있는 목재의 피너클은 15미터이고, 금으로 된 깃봉과 베른의 깃발로 된 풍향계가 있다.

### 종
이름이 같은 2개의 청동으로 만들어진 종이 큐폴라 위 쪽에 있다.
요한 레버가 고안한 '대 시간 종(The great hour bell)'은 1405년 탑 재건설때부터 변하지 않은 채로 보존되고 있다. 지름이 127센티미터, 1400킬로그램 정도 하고, '미' 소리가 난다고 한다. 종의 비석에는 라틴어로 나는 아라우의 레버라 불리는 요한 선생에게 1405년 10월에 만들어졌다. 나는 그릇이자 밀랍이고, 나는 시간을 알려줄 것이다. (In the October month of the year 1405 I was cast by Master John called Reber of Aarau. I am vessel and wax, and to all I tell the hours of the day)라고 써져있다.

## 참고 자료
- Bellwald, Ueli (1983). Der Zytglogge in Bern (독일어). Gesellschaft für Schweizerische Kunstgeschichte. ISBN 978-3-85782-341-1.
- Hofer, Paul (1952). Die Kunstdenkmäler des Kantons Bern, Band 1: Die Stadt Bern (독일어). Gesellschaft für Schweizerische Kunstgeschichte. ISBN 978-3-906131-13-9. 2015년 1월 18일에 원본 문서에서 보존된 문서. 2015년 1월 18일에 확인함.
- Marti, Markus (2005). 600 Jahre Zytglogge Bern. Eine kleine Chronik der Zeitmessung (독일어). Bern: Stämpfli. ISBN 978-3-7272-1180-5.
- Messerli, Jakob (1999). Der Zytgloggenturm – öffentliche Räderuhren in Bern im 15. Jahrhundert. Bern: Schulverlag bmv and Stämpfli Verlag. 579–588쪽. ISBN 978-3-906721-28-6.
- Bellwald, Ulrich; Suter+Partner Architekten (1979). 400 – Sanierungsprojekt Zytglogge Bern: Analysen, Konzepte, Kosten (독일어). Bern: Hochbauamt der Stadt Bern.